# Csüngőlepkefélék

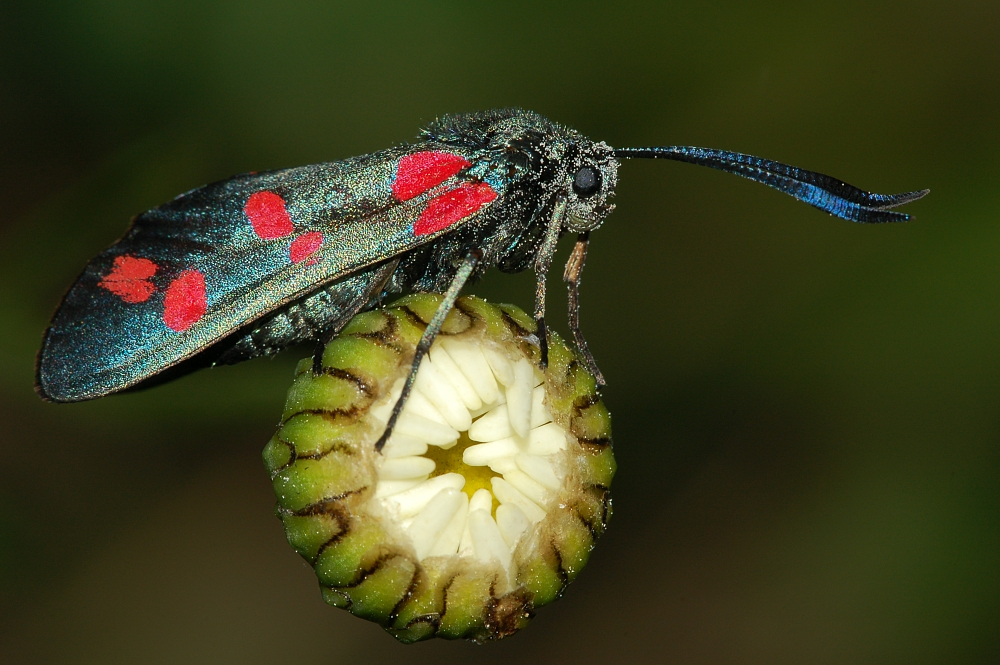
szürke alapon vörös pöttyös csüngőlepke

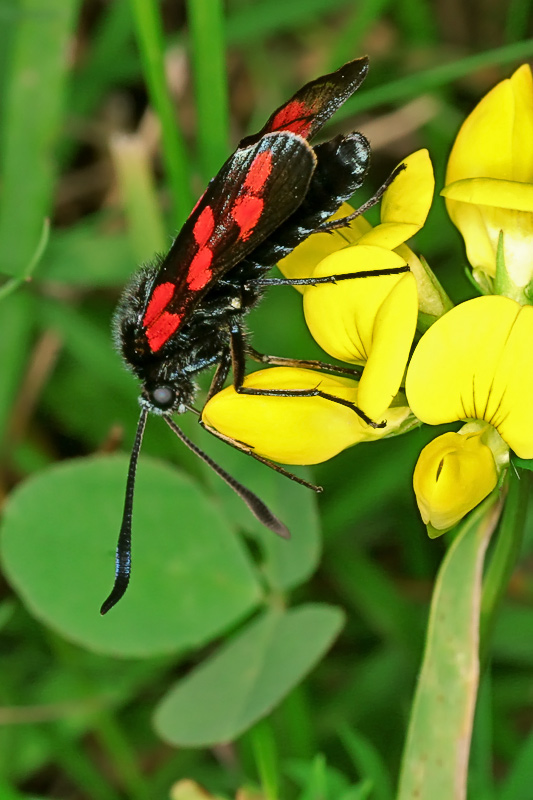
Zygaena carniolica

A csüngőlepkefélék (Zygaenidae) a valódi lepkék alrendjébe tartozó Heteroneura alrendág Zygaenoidea öregcsaládjának névadó családja. A hagyományos rendszertanok az éjszakai lepkék (Heterocera) alrendjébe sorolják őket annak ellenére, hogy fajaik többsége nappal repül (Ronkay, 1986).

## Elterjedésük, élőhelyük
A mérsékelt égövtől a trópusokig találkozhatunk velük – leginkább azokon a helyeken, ahol a fő táplálékuknak számító pillangósvirágúak nőnek. Európában a jégkorszakot szubmediterrán menedékekben vészelték át. Magyarországon jelenleg két alcsalád huszonhat faja él, ezek közül négy védett. A nyugati csüngőlepke (Zygaena fausta) valószínűleg a kipusztulás határára jutott. Azokon a hegyvidékeinken, ahol sok a turista, az erős taposás és a fokozatos beépítések miatt az utóbbi 50–60 évben mintegy fél tucat jellegzetes pannóniai faj kipusztult.

## Megjelenésük
Közepes vagy kisebb termetű molylepkék. Potrohuk többnyire vastag, vékony, hajlékony csápjuk vége általában bunkós. Szívókájuk hosszú. Potrohuk vaskos.
Élénk színű szárnyaik keskenyek és hosszúak. A hátulsó szárnyon mindig van kapcsolósörte. A szárnyak leggyakoribb színváltozatai:
- fémzöld
- fekete
- fekete, illetve sötétszürke alapon pirossal (ritkábban fehérrel) pettyes-csíkos.

A hátsó pár szárny alapszíne gyakran piros, és csak szegélye fekete. Számos fajt „vérpettynek” is neveznek, mert első szárnyukat nagy vérvörös pettyek tarkítják.
Vaskos, sárgás, zöldes vagy kékes színű, rövid szőrű hernyóik mindkét vége elvékonyodik. A ciánra kevéssé érzékenyek, ezért ciános gyűjtőüvegben sokáig életben maradnak.

## Életmódjuk
Finoman szőrözött, tizenhat lábú hernyóik a többnyire a gyepszintben élnek, kétszikű, leginkább lágyszárú, gyakran pillangós növényeken, leggyakrabban a gyökerekben. Ott is bábozódnak be orsó alakú, pergamenszerű szövedékben (kokonban). Egyes fajok hernyói akár kétszer is áttelelhetnek.
Imágóik meleg, napsütéses időben, a virágos réteken röpködnek – nehézkesen, alacsonyan. Táplálkozás közben magányosan vagy csoportosan csüngenek a fészkesvirágzatúakon és a pillangós virágokon – erről a szokásukról kapták nevüket. Hazánkban a rétek elgyomosodásával, cserjésedésével és az erdősítéssel folyamatosan szűkül természetes élőhelyük. Különösen rontja létfeltételeiket a rétek műtrágyázása, mert ez csökkenti a pillangósvirágúak számát.
Ha veszélyt éreznek, holtnak tettetik magukat. A rovarevő állatok – madarak, gyíkok – általában békén hagyják őket, mert érintésre kellemetlen ízű, olajos, sárgás nedvet bocsátanak ki magukból.

## Rendszertani felosztásuk
A rendkívül fajgazdag családot öt alcsaládra és további 9, alcsaládba be nem sorolt nemre bontják.
A be nem sorolt nemek:
- Callosymploca
- Formozygaena
- Hoerwertneria
- Inouela
- Madaprocris
- Neoalbertia
- Neoilliberis
- Procrisimilis
- Tremewania